# Allalinhorn
L'Allalinhorn (4.027 m s.l.m.) è una montagna del Massiccio del Mischabel nelle Alpi Pennine. Si trova nello svizzero Canton Vallese.

## Caratteristiche

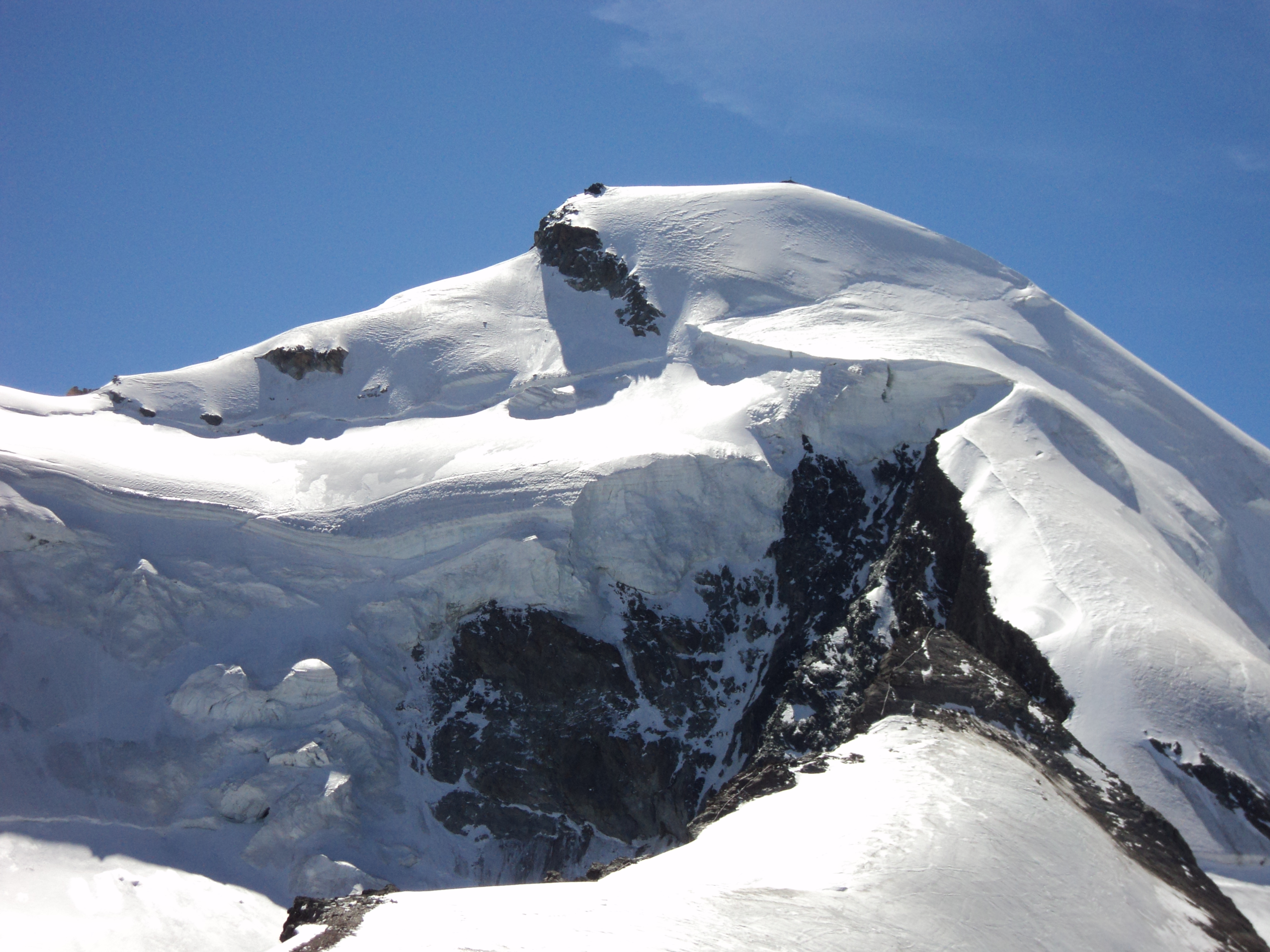
Il versante nord della montagna vista dal Mittelallalin.

La montagna viene considerata dalla SOIUSA facente parte del Massiccio del Mischabel (inteso in senso ampio). In senso più stretto l'Allalinhorn e lo Strahlhorn (con le montagne vicine) vengono considerate un massiccio a parte.
La montagna sovrasta la Saastal e, in particolare, l'abitato di Saas-Almagell e di Saas-Fee.
Dalle pendici del monte scendono diversi ghiacciai: sul versante orientale della montagna il ghiacciaio dell'Allalin (teatro di uno spaventoso crollo che nel 1965 causò la morte di 88 operai addetti alla costruzione di una diga); su versante nord il ghiacciaio di Fee e sul versante occidentale il ghiacciaio di Mellich.
Ad oriente della montagna più a valle si trova il lago Mattmark.

## Salita alla vetta
Questo 4.000 è il più popolare ed il più facile da raggiungere in quest'area. Gli scalatori possono salire da Saas-Fee attraverso due impianti a fune ed un metro sotterraneo fino al Mittelallalin (3.456 m) dove è collocato il ristorante girevole più alto del mondo. Dal Mittelallalin si risale in direzione nord-ovest al Fee-joch (3.810 m), valico che separa l'Allalinhor dal Feechopf. Dal Fee-joch si risale il fianco occidentale del monte.